# Всесвітня війна Z
«Всесвітня війна Z» (англ. World War Z) — американський постапокаліптичний фільм жахів за однойменним романом Макса Брукса. Режисер фільму Марк Форстер, в головній ролі Бред Пітт. Світова прем'єра відбулася 20 червня 2013. Прем'єра в Україні відбулася 27 червня 2013 року.

## Сюжет
Світ охоплює жахлива пандемія, люди перетворюються на зомбі та починають нападати на інших людей. Укушені за кілька секунд самі перетворюються на зомбі. Людство занурюється в хаос. Заступник генсека ООН Террі Умітоні надсилає гелікоптер за своїм товаришем, колишнім слідчим ООН Джеррі Лейном. Командир корабля, на якому вони сховалися, пропонує йому увійти до складу команди розслідування причин епідемії. Джеррі проти волі погоджується, оскільки на кораблі перебуває його родина і він не хоче відправлення її в табір біженців.
Джеррі вирушає з командою на базу США в Південній Кореї, оскільки саме звідти прийшло перше повідомлення про зомбі. Під час посадки гине член команди — молодий вірусолог Ендрю Фасбах. Гарнізон бази обложений зграями зомбі. Військові повідомляють Джеррі деякі дані про епідемію. На базі знаходиться колишній оперативник ЦРУ Гюнтер Хаффнер, заарештований за продаж зброї Північній Кореї. Він розповідає, як північнокорейці уникли епідемії, провівши масове видалення зубів у населення, і що Ізраїль задовго до епідемії повністю закрив кордони.
Джеррі вилітає до Єрусалиму, де лідер Моссада Юрген Вармбрюн повідомляє, що їхня розвідка перехопила повідомлення з Індії про те, як індійська армія веде бої з ракшасами. Ізраїльтяни серйозно поставилися до інформації, і зомбі не змогли подолати стіни, що оточують країну. Однак Ізраїль продовжує приймати неінфікованих біженців, попри національність. Біженці, що пройшли через ворота, співають пісні, до них приєднуються вояки. Приваблені шумом маси зомбі перелазять через стіну і вриваються на людські натовпи, виникає неймовірний хаос. Джері та дівчина-солдат з боями йдуть до аеропорту. Супутницю кусає зомбі, але Джері встигає відрубати дівчині вкушену руку, і вона залишається людиною. Джері й купці військових ЦАХАЛу вдається сісти на білоруський лайнер вигаданої компанії «Belarus Airways».
Джеррі згадує, як зомбі не чіпали деяких людей, і припускає, що вони були заражені якоюсь серйозною інфекцією. На прохання Джеррі Террі знаходить дослідний центр ВООЗ у Кардіффі. На літак потрапив зомбі, жінка-лейтенант ЦАХАЛу на прізвисько Сеген (буквально лейтенант), якої Джері раніше відрубав руку, починає стріляти в зомбі, водночас Джері підриває гранату. Літак зазнає краху поблизу Кардіффа, Джері й Сеген досягають центру, однак половина будівлі, де знаходиться сховище культур хвороботворних мікроорганізмів, захоплене зомбі. Джеррі дістається до сховища і впорскує собі патогенну культуру, після чого безбоязно добирається до своїх.
Вченим вдається розробити «камуфляжну культуру», після чого починається масоване винищення зомбі.

## У ролях
- Бред Пітт — Джеррі Лейн, збирає матеріал для Організації Об'єднаних Націй, бере інтерв'ю у тих, що вижили після Всесвітньої війни Z.[7]
- Мірей Інос — Карен Лейн, дружина Джеррі та мати його дітей.[8]
- Джеймс Бедж Дейл — капітан Спік, американський військовик, який намагається попередити уряд про майбутню небезпеку.[9]
- Люсі Ахаріш — молода палестинка[10]
- Джулія Леві — Бокен[11]
- Метью Фокс[11]
- Елієс Габель — Фассбак[12]
- Браян Кренстон[13]
- Девід Морс — бранець давно покинутої виправної установи.[14]
- Ебігейл Харгроув — Рейчел Лейн[15]
- Індіра Вівер
- Костянтин Хабенський — російський боєць. Актор брав участь у зніманні і його ім'я з'явилось в титрах. Однак, оскільки «російський» кінець фільму було перезнято, на екрані його побачити не вдасться.[16]
- Пітер Капальді — доктор ВООЗ
- Рут Негга — доктор ВООЗ
- Моріц Бляйбтрой — доктор ВООЗ
- Кінгслі Бен-Адір — офіцер Хокінс

## Фільмування
Знімання почалося в липні 2011 року на Мальті. У серпні 2011 року знімання перемістилося до Глазго, Шотландія, виробнича компанія найняла 2000 осіб як статистів. Принаймні 3000 тисячі осіб прийшли на кастинг, сподіваючись з'явитися на великих екранах, у фінансовому районі у Філадельфії. Деякі сцени фільму будуть зняті в Фалмуті. У липні 2011 до проєкту приєднався актор серіалу Гра престолів Елайза Габель для того, щоб зіграти роль Фассбак.
У серпні 2011 року Браян Кренстон з'явився в проєкті для того, щоб зіграти невелику, але дуже яскраву роль. Крім того, в серпні, були вибрані відповідні дороги для фільмування в Шотландії, рішення було продиктоване протяжністю дороги. Кілька днів потому Paramount оголосила про те, що фільм вийде в прокат 21 грудня 2012 року. Проте пізніше в тому ж місяці, знімання фільму знову почалося в Глазго, місце було вибрано через місцеву архітектуру і забудову району. У жовтні 2011 року, Девід Морс, був запрошений, щоб зіграти «в'язня покинутої в'язниці».
Фільмування в Будапешті почалося увечері 10 жовтня 2011 року. Вранці угорська поліція увірвалася на склад знімальної групи і вилучила частину озброєння, яке передбачалося використовувати на зйомках, серед нього: 85 штурмових гвинтівок, снайперські гвинтівки, пістолети. За документами вся зброя була муляжами, але під час перевірки виявилася бойовою, зрозуміло у знімальної групи не було документів на ввезення вогнепальної зброї в країну. 10 лютого 2012 року слідство у справі було припинено, оскільки не зрозуміло було, кому пред'являти звинувачення.
Спочатку прем'єра фільму намічалася на 21 грудня 2012 року, але в березні 2012 року її змістили на червень 2013. У травні 2012 з'явилося повідомлення про те, що в Будапешті відбудуться фінальні семитижневі зйомки. А в наступному місяці сценарист Даймонд Лінделоф був найнятий для того, щоб переписати третій акт кінофільму для фільмування у вересні й жовтні 2012 року.

## Музика
У грудні 2011 року було повідомлено про те, що музикою до фільму буде займатися Марко Бельтрамі.

## Касові збори
Фільм був показаний у 3 607 кінотеатрах. При затраченому бюджеті на виробництво у 190 мільйонів доларів, фільм зібрав касу у 540 мільйонів доларів. З них 202,8 мільйона у США та 337,6 мільйона у решті світу. Найбільш прибутковим ринком, після США, стали: Південна Корея (31,4 мільйона), Мексика (23 мільйони) та Великобританія (22 мільйони).

## Продовження
У січні 2012 року, режисер Марк Форстер в інтерв'ю для Los Angeles Times, сказав що «Всесвітня війна Z» замислювалася як трилогія, на кшталт історії про Джейсона Борна і серіалу «Ходячі мерці».